# Phra Ubosot

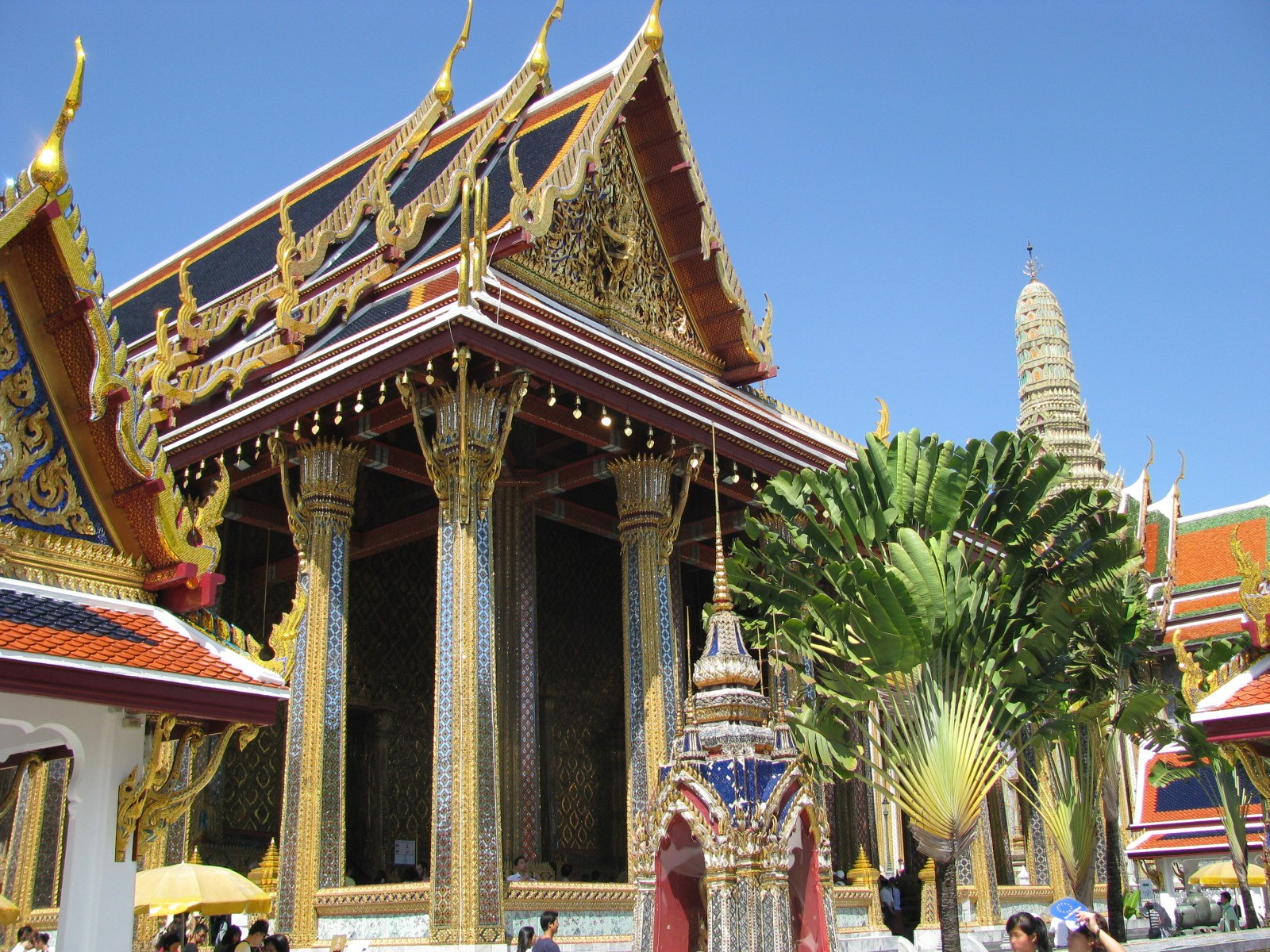
Il Phra Ubosot del Wat Phra Kaew a Bangkok

Un Phra Ubosot (in thailandese พระอุโบสถ, Phra Ubosot) è l'edificio principale di un wat buddista in Thailandia. Rappresenta il luogo di preghiera più sacro e viene chiamato anche sala dell'ordinazione perché è qui che si svolge il rito dell'ordinazione monastica detto Upasampadā.

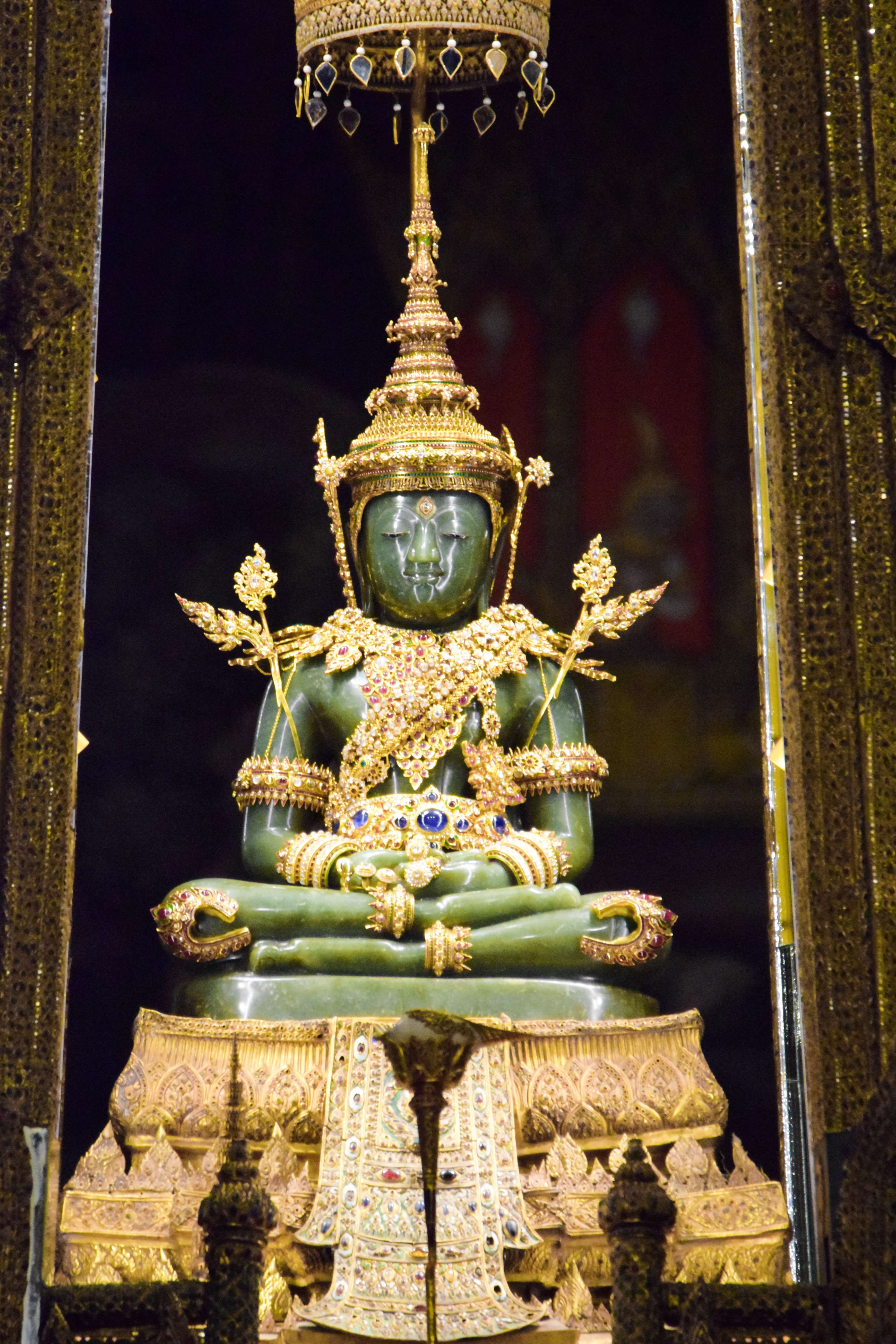
Il Buddha di Smeraldo si trova nel Phra Ubosot del Wat Phra Kaew

Il termine «Ubosot», che di solito i thailandesi abbreviano in Bot, deriva dal pāli Uposatha (sanscrito Upasawatha), che indica il giorno ricorrente nei giorni di luna piena, di luna nuova, di primo e terzo quarto, in cui i buddisti praticanti si dedicano alla pratica e all'osservanza rigorosa dei precetti buddisti.
Un Ubosot ha il perimetro delimitato da otto pietre sema Bai Sema (ใบเสมา). Ognuna di queste pietre vengono posizionate sopra altrettante sfere in pietra chiamate Luk Nimit (ลูกนิมิต) seppellite sotto le sema. Una nona sfera in pietra viene seppellita sotto al luogo dove viene piazzata la principale statua di Buddha nel tempio. L'entrata del tempio si trova ad est mentre la principale statua di Buddha si trova ad ovest.
Il Phra Ubosot del più sacro tempio thailandese, il Wat Phra Kaew, che si trova a Bangkok nel comprensorio del Grande Palazzo Reale, ospita la venerata statua del Buddha di Smeraldo, considerata il palladio della monarchia locale.